# Deepika Padukone
Deepika Padukone (sinh ngày 5 tháng 1 năm 1986) là một nữ diễn viên người Ấn Độ hoạt động chủ yếu tại ngành điện ảnh Bollywood. Là một trong những nữ diễn viên được trả cát-xê cao nhất Ấn Độ, Deepika đã giành được vô số giải thưởng, bao gồm ba giải Filmfare Awards. Cô có trong danh sách những nhân vật nổi tiếng nhất của quốc gia.
Deepika Padukone là con gái của tay chơi cầu lông Prakash Padukone, sinh ra tại Copenhagen và lớn lên ở Bangalore. Ở độ tuổi thiếu niên, cô chơi cầu lông trong những trận vô địch quốc gia, nhưng sớm rời sự nghiệp thể thao và chuyển sang làm người mẫu.Cô sớm nhậm được đề cử cho vai diễn với tư cách diễn viên chính trong bộ phim bằng tiếng Kannada Aishwarya năm 2006. Vào năm 2007,Deepika đóng hai vai trong bộ phim Bollywood đầu tiên của cô, Om Shanti Om và giành được giải Filmfare cho nữ diễn viên xuất sắc nhất. Deepika nhận được khá nhiều lời khen ngợi từ những vai chính của cô trong Love Aaj Kal (2009) và Lafangey Parindey (2010), nhưng trái lại, những vai diễn của cô trong bộ phim hài Housefull (2010) và phim lãng mạn Bachna Ae Haseeno (2008) lại gặp phải nhiều nhận xét tiêu cực.
Bộ phim hài lãng mạn Cocktail (2012) đánh dấu bước ngoặt trong sự nghiệp của Deepika, nhận được lời khen ngợi và đề cử cho Nữ diễn viên xuất sắc nhất tại một số buổi lễ trao giải. Cô đã chứng tỏ bản thân trong phim hài lãng mạn Yeh Jawaani Hai Deewani (2013), Chennai Express (2013),Happy New Year (2014) và các bộ phim chính kịch lịch sử của Sanjay Leela Bhansali như Bajirao Mastani và Padmaavat (2018), tất cả đều được xếp hạng trong Danh sách những bộ phim Ấn Độ có thu nhập cao nhất mọi thời đại. Nhân vật Leela của Deepika Padukone dựa theo câu chuyện về nàng Juliet trong Goliyon Ki Rasleele Ram-Leela của Bhansali và vai diễn Piku, một cô kến trúc sư cứng đầu trong bộ phim cùng tên năm 2015.

## Các phim đã đóng
| Năm  | Phim                       | Vai                               | Ghi chú |
| ---- | -------------------------- | --------------------------------- | --- |
| 2006 | Aishwarya                  | Aishwarya                         | Tiếng Kannada |
| 2007 | Om Shanti Om               | Shantipriya/ Sandhya (Sandy)      | Filmfare Best Female Debut Award Sony Head N Shoulders Fresh Face of the Year Award Nominated—Filmfare Best Actress Award |
| 2008 | Bachna Ae Haseeno          | Gayatri                           | |
| 2009 | Chandni Chowk to China     | Sakhi (Ms. TSM)/ Meow Meow (Suzy) | |
| 2009 | Billu                      | Bản thân                          | Khách mời đặc biệt trong bài hát "Love Mera Hit Hit"                                                                      |
| 2009 | Love Aaj Kal               | Meera Pandit                      | Nominated—Filmfare Best Actress Award                                                                                     |
| 2009 | Main Aurr Mrs Khanna       | Raina Khan                        | Khách mời đặc biệt |
| 2010 | Karthik Calling Karthik    | Shonali Mukherjee                 | |
| 2010 | Housefull                  | Sandy                             | |
| 2010 | Lafangey Parindey          | Pinky Palkar                      | |
| 2010 | Break Ke Baad              | Aaliya Khan                       | |
| 2010 | Khelein Hum Jee Jaan Sey   | Kalpana Datta                     | |
| 2011 | Dum Maaro Dum              | Bản thân                          | Khách mời đặc biệt trong bài hát "Mit Jaaye Gham (Dum Maaro Dum)"                                                         |
| 2011 | Aarakshan                  | Poorbi Anand                      | |
| 2011 | Desi Boyz                  | Radhika Awasthi                   | |
| 2012 | Cocktail                   | Veronica D'Costa                  | |
| 2012 | Kochadaiyaan               |                                   | tiếng Tamil |
| 2013 | Yeh Jawani Hai Deewani     | Naina Talwar                      | |
| 2013 | Race 2                     |                                   | |
| 2013 | Dharma Productions Next    |                                   | |
| 2017 | xXx: Return of Xander Cage | Serena Unger                      | |